# William McMurtry
William McMurtry (* 20. Februar 1801 im Mercer County, Kentucky; † 10. April 1875 in Henderson, Illinois) war ein US-amerikanischer Politiker. Zwischen 1849 und 1853 war er Vizegouverneur des Bundesstaates Illinois.

## Werdegang
Über die Jugend und Schulausbildung von William McMurtry ist nichts überliefert. Zwischen 1818 und 1829 lebte er im Crawford County in Indiana. Dann zog er in das Knox County in Illinois. Beruflich war er Farmer. Während des Black-Hawk-Krieges stellte er eine Truppe von 70 bis 90 Männern auf, die er als Hauptmann selbst befehligte. Politisch schloss sich McMurtry der Demokratischen Partei an. Zwischen 1836 und 1840 war er Abgeordneter im Repräsentantenhaus von Illinois; von 1842 bis 1849 gehörte er dem Staatssenat an.
1848 wurde McMurtry an der Seite von Augustus French zum Vizegouverneur von Illinois gewählt. Dieses Amt bekleidete er zwischen dem 8. Januar 1849 und dem 10. Januar 1853. Dabei war er Stellvertreter des Gouverneurs. Im Jahr 1854 kandidierte er erfolglos für das US-Repräsentantenhaus. Bei Ausbruch des Bürgerkrieges stellte er das 102nd Illinois Infantry Regiment auf, das er für einige Monate als Oberst selbst kommandierte. Dann musste er aus gesundheitlichen Gründen den Militärdienst quittieren. Er starb am 10. April 1875 in Henderson.